# Spartenprogramm
Als Spartenprogramm (auch Spartensender oder Zielgruppenprogramm) wird im Medienrecht ein Hörfunk- oder Fernsehprogramm bezeichnet, das sich auf spezielle Themen und Sendeformate spezialisiert. Typische Spartenprogramme bieten beispielsweise im Fernsehbereich die Musiksender und Nachrichtenkanäle oder im Radiobereich die Top40-Radiostationen der USA, deren Airplay sich auf die aktuellen Hits aus der Hitparade beschränkt. Gegensatz ist das Vollprogramm.

## Geschichte
Spartenprogramme haben ihren Ursprung in den USA. Die dortigen Privatrundfunksender begannen zunächst mit der Ausstrahlung von Vollprogrammen, bevor die ersten im Jahre 1951 damit begannen, ausschließlich die aktuelle Hitparade auszustrahlen. Diese Idee verbreitete sich landesweit und wurde Top40-Radio genannt, weil sich die Stationen darauf konzentrierten, die oberen 40 Ränge der Hitparade zu senden. Das Fernsehen entdeckte diese Spezialisierung auch für sich und entwickelte reine Nachrichtenkanäle (CNN International im Juni 1980), Wettersender (The Weather Channel im Juli 1980) oder Musikkanäle wie MTV (August 1981).
Seit der Zulassung des privaten Rundfunks in Deutschland im Januar 1984 gibt es auch hier diese als „Formatradio“ bezeichneten Spartensender.
Formatradio zeichnet sich heute durch „ausgeklügelte, perfekt durchgetestete und in ihrer Wirkung absolut austauschbare“ Musikprogramme aus, die nur durch die – spätestens im Viertelstundentakt – wiederholten Jingles mit der Stationskennung unterscheidbar sind. Es ist ein „Begleitmedium, das zu allen Sendezeiten seinen Grundaufbau und Grundcharakter beibehält“.

## Situation in den einzelnen Ländern

### Deutschland
Spartenprogramm ist ein medienrechtlicher Begriff, der seit 1984 in Deutschland das typische Programmangebot eines Rundfunk- oder Fernsehsenders beschreibt, welcher sich auf bestimmte Themen und/oder Zielgruppen spezialisiert. Die regionalen Landesmediengesetze unterscheiden mehrere Programmkategorien, zu denen insbesondere Vollprogramm und Spartenprogramm gehören (z. B. § 3 Abs. 2 Nr. 2 LMG NRW). Ein privater Rundfunk- oder Fernsehsender muss bereits bei Beantragung der Zulassung („Sendelizenz“) entscheiden, ob er ein Voll- oder Spartenprogramm anbieten will. Da die öffentlich-rechtlichen Sendeanstalten weitgehend von den Landesmediengesetzen ausgenommen sind, gilt für sie diese Regelung nicht. Die Landesmediengesetze definieren die Begriffe Voll- und Spartenprogramm nicht; eine Legaldefinition beinhaltet dafür der Rundfunkstaatsvertrag. Hiernach gilt als „Spartenprogramm ein Rundfunkprogramm mit im Wesentlichen gleichartigen Inhalten“ (§ 2 Abs. 2 Nr. 4 RStV). Dadurch wird das Spartenprogramm vom Vollprogramm abgegrenzt, in welchem unter anderem Kultur, Information und Bildung einen Pflichtanteil haben. Dem Bundesverfassungsgericht zufolge sind Spartenkanäle „Programme, die auf bestimmte Arten von Information, Bildung oder Unterhaltung spezialisiert sind, … sich nur an einen begrenzten Teilnehmerkreis richten und auch thematisch begrenzt sind, so dass sie für sich genommen umfassende Information und Meinungsbildung nicht ermöglichen.“
Unter den deutschen Hörfunk- und Fernsehsendern gibt es überwiegend Spartenprogramme. Die Landesmedienanstalten unterscheiden bei Spartenprogrammen zwischen folgenden Kategorien: Information/Dokumentation, Kinder, Musik, Nachrichten, Sport, Unterhaltung und Sonstiges. Durch die digitalen Verbreitungswege stieg das Angebot an Spartenprogrammen insbesondere im Bezahlfernsehen in den letzten Jahren deutlich an.

#### Fernsehsender mit Spartenprogrammen (Auswahl)
Öffentlich-rechtlich:
- Information/Dokumentation:
  - ARD alpha
  - ZDFinfo
  - Phoenix
  - DW-TV (Deutsche Welle)
- Kinder:
  - KiKA
- Nachrichten:
  - tagesschau24
- Unterhaltung:
  - One
  - ZDFneo

Privatrechtlich:
- Information/Dokumentation:
  - Dokusat
  - Welt der Wunder
  - N24 Doku
  - Kabel eins Doku
  - Animal Planet
  - Discovery Channel
  - National Geographic Channel
  - Geo Television
- Kinder:
  - Nickelodeon
  - Cartoonito
  - Cartoon Network
  - Nick Jr.
  - Nicktoons
  - Fix & Foxi
  - RiC
- Musik/Entertainment:
  - Deluxe Music
  - MTV
  - Jukebox TV
  - Gute Laune TV
  - Goldstar TV
- Nachrichten/Wetter:
  - n-tv
  - Welt
  - Wetter.com TV
- Sport:
  - Eurosport 1
  - Sport1
  - Sky Sport
- Unterhaltung/Comedy:
  - Disney Channel
  - Nitro
  - Sat.1 Gold
  - ProSieben Maxx
  - sixx
  - Super RTL
  - Toggo plus
  - Comedy Central
  - VOXup
  - RTLup
  - Warner TV Comedy
  - ProSieben Fun
- Erotik:
  - Beate-Uhse.TV
  - Lust Pur
- Filme/Serien:
  - Warner TV Serie
  - Warner TV Film
  - Tele 5
  - Kabel Eins Classics
  - Heimatkanal
  - Sky Krimi
  - RTL Crime
  - Sky Cinema
  - Sky Atlantic
- Sonstiges:
  - Bibel TV (Religion)
  - RTL Living (Lifestyle und verwandte Themen)
  - RTL Passion (Frauen)

### Japan
In Japan wurden die ersten Spartenprogramme aufgrund fehlender Übertragungskapazitäten in lokalen Kabelnetzen ausgestrahlt, die zu diesem Zweck von den Programmveranstaltern zur Weiterverbreitung Videobänder erhielten („Videoband-Netzwerke“ genannt, japanisch テープネット). Mit der Verfügbarkeit von Satelliten und Internet starteten die großen Programmveranstalter der landesweiten Vollprogramme auf denselben Satellitenplätzen weitere Spartenprogramme, so die Fuji Television unter dem Begriff „Fuji TV One Two Next“, die TBS-Sendergruppe der Tōkyō Hōsō Holdings mit dem Satellitenprogramm K.K. BS-TBS und TV Asahi, das sich bereits Ende der 1950er Jahre gründete, um ein Programm für Bildung und Pädagogik auszustrahlen, sich später zum Vollprogramm entwickelte und bis heute zahlreiche Spartenkanäle in seiner Mediengruppe vereinigt.

### Österreich
In Österreich wird der Begriff „Spartenprogramm“ laut § 2 Abs. 18 Privatfernsehgesetz (PrTV-G) ebenso wie im deutschen Rundfunkstaatsvertrag als „ein Rundfunkprogramm mit im Wesentlichen gleichartigen Inhalten“ definiert.
Derzeit gibt es in Österreich unter anderem folgende Spartenprogramme im Fernsehen:
- öffentlich-rechtlich:
  - ORF III
  - ORF Sport +
- privatrechtlich:
  - Puls 24
  - Oe24.TV
  - Kurier TV
  - Krone TV

Die österreichischen Versionen der deutschen Privatsender sind in Österreich offiziell nicht typisiert, da sie von der aufsichtsführenden Rundfunk und Telekom Regulierungs-GmbH lediglich als Fensterprogramme der in Deutschland lizenzierten Programmanbieter zugelassen sind. Die Zulassung wird für die Satelliten- und Kabelverbreitung getrennt erteilt. Sie gelten damit in Österreich weder als Voll- noch als Spartenprogramme.

### Russland
In Russland gab es bis in die 1990er Jahre Vollprogramme und regionale Programme, letztere häufig mit dem Schwerpunkt auf regionale Informationen. Als Spartenprogramme wurden 1996 als einer der ersten der Musiksender Mus-TW gegründet, sowie die beiden Programme Meteor Sport und Meteor Kino des staatlichen Medienkonzerns WGTRK, der auch den heute noch sendenden Kultursender Rossija K betreibt. Zu den wichtigsten Nachrichtenkanälen gehört Vesti. Da russische Medien zunehmend unter staatlichen Druck gerieten, sind unabhängige Sender entweder ins Ausland abgewandert (z. B. Doschd), oder wurden im Ausland gegründet (z. B. OstWest).

### Schweiz
In der Schweiz werden keine Voll- und Spartenprogramme unterschieden. In den vom Bundesamt für Kommunikation (BAKOM) veröffentlichten Publikationen stufen sich die Sender selbst ein. Im obligatorischen Meldeformular, das die Programmveranstalter an das BAKOM übermitteln müssen, wird dagegen eher nach Programmstunden (weniger oder mehr als 12 Programmstunden), Verbreitungsgebiet, Verbreitungsart und Programmbudget unterschieden. Auch die schweizerischen Programmfenster der deutschen Programmveranstalter werden nicht offiziell als solche typisiert, werden aber in den Publikationen des BAKOM so genannt.